# Stanisław Manolew
Stanisław Manolew (cyryl. Станислав Манолев; ur. 16 grudnia 1985 w Błagojewgradzie) – bułgarski piłkarz, występujący na pozycji prawego obrońcy lub pomocnika.
Jest wychowankiem Pirinu 1922 Błagojewgrad. Miejsce w jedenastce wywalczył sobie dopiero po jego spadku do II ligi w sezonie 2004–2005. Udane występy na drugoligowych boiskach zaowocowały latem 2005 roku propozycją transferu do Liteksu Łowecz. Następnie grał w Kubaniu Krasnodar, Dinamo Moskwa i ponownie Kubaniu. W 2016 trafił do CSKA Sofia.
Po sześciu miesiącach spędzonych w drużynie rezerw Liteksu powrócił - na zasadzie półrocznego wypożyczenia - do Pirinu. Ponownie zagrał w barwach Liteksu jesienią 2006 roku i od tej pory jest nie tylko podstawowym graczem, ale i kapitanem zespołu. W wygranym finale rozgrywek o Puchar Bułgarii strzelił zwycięską bramkę, a następnie otrzymał wyróżnienie dla najlepszego zawodnika meczu.
Latem 2009 roku odszedł do PSV Eindhoven. W styczniu 2013 roku został wypożyczony do Fulham.
W reprezentacji Bułgarii zadebiutował 20 sierpnia 2008 roku. W towarzyskim spotkaniu z Bośnią i Hercegowiną (2:1) zmienił w '80 minucie Zahari Sirakowa. Po objęciu stanowiska selekcjonera przez trenera Liteksu Stanimira Stoiłowa Manolew coraz częściej wybiega w pierwszej jedenastce drużyny narodowej.

## Sukcesy piłkarskie
- Puchar Bułgarii 2008 i 2009 z Liteksem